# Couvent des Ursulines du Mans
Pour l’article homonyme, voir Couvent des Ursulines.
Le couvent des Ursulines du Mans est un couvent de l'ordre de Saint-Ursule situé dans la ville du Mans dans le département de la Sarthe.
Le monument est inscrit partiellement au titre des monuments historiques par arrêté du 15 janvier 1980. 

## Situation
Le monument se trouve 6 rue des Ursulines dans le quartier Saint-Nicolas - République.